# (9922) Catcheller
(9922) Catcheller es un asteroide perteneciente al cinturón de asteroides, región del sistema solar que se encuentra entre las órbitas de Marte y Júpiter.
Fue descubierto el 2 de marzo de 1981 por Schelte John Bus  desde el Observatorio de Siding Spring, Nueva Gales del Sur, Australia.

## Designación y nombre
Designado provisionalmente como 1981 EO21. Dotando al idioma inglés con  un nuevo término creado en 1961 por el escritor estadounidense Joseph Heller (1923-1999) en la novela Catch-22, este término personificó tanto los problemas de una persona cuerda en una sociedad demente como el absurdo de la guerra.

## Características orbitales
Catcheller está situado a una distancia media del Sol de 2,402 ua, pudiendo alejarse hasta 2,909 ua y acercarse hasta 1,895 ua. Su excentricidad es 0,211 y la inclinación orbital 1,619 grados. Emplea 1359,76 días en completar una órbita alrededor del Sol.
Pertenece a la familia de asteroides de (135) Hertha.

## Características físicas
La magnitud absoluta de Catcheller es 15,35. Tiene 2,592 km de diámetro y su albedo se estima en 0,240.